# Cavid Hüseynov
Cavid Hüseynov (Jabrayil, 9 marzo 1988) è un allenatore di calcio ed ex calciatore azero, di ruolo centrocampista.

## Carriera

### Club
Ha sempre giocato nella massima serie del campionato azero tranne una frazione della stagione 2012-2013 nella seconda serie turca con l'Adana Demirspor.

### Nazionale
Nel 2008 ha esordito con la nazionale azera.